# Liechtenstein i olympiska vinterspelen 1964
Liechtenstein deltog med sex deltagare vid de olympiska vinterspelen 1964 i Innsbruck. Ingen av landets deltagare erövrade någon medalj.